# Carla Körbes
Carla Körbes (nascida em Porto Alegre) é uma bailarina brasileira que atuou como bailarina principal no Pacific Northwest Ballet, depois se tornou a diretora artística associada do LA Dance Project. Ela agora é professora associada na faculdade de balé da Escola de Música Jacobs, da Universidade de Indiana.

## Primeiros anos de vida e treinamento
Carla nasceu em Porto Alegre, começou no balé aos 5 anos e entrou na escola de Ballet Vera Bublitz aos 11 anos. Aos 14 anos, ela dançou Terpsichore em Apollo, em parceria com Peter Boal, então dançarino principal do New York City Ballet e um convidado da escola. Depois disso, Boal recomendou que ela treinasse na School of American Ballet, em Nova York, embora ela não falasse inglês na época. Alexandra Danilova forneceu um ano de aulas para Carla. Ela recebeu o Prêmio Mae L. Wien de Promessa Excepcional do ano de 1999.

## Carreira
Carla tornou-se aprendiz do New York City Ballet em 1999 e ingressou na empresa como membro do corpo de balé em tempo integral no ano seguinte. Ela recebeu o Janice Levin Dancer Award na temporada 2001-02. Ela foi nomeada solista em 2005. Mais tarde naquele ano, ela se juntou ao Pacific Northwest Ballet, em Seattle, quando Boal se tornou o diretor artístico do PNB. Ela fez sua estréia na empresa como semi-solista em Symphony in Three Movements. No ano seguinte, ela foi promovida a dançarina principal. Seu repertório inclui clássicos completos como O Lago dos Cisnes e Giselle, além de obras de George Balanchine e obras contemporâneas. Ela foi treinada por Mimi Paul e Violette Verdy. Em 2012, dançou o primeiro revival de Élégie de George Balanchine, no Vail International Dance Festival.
Carla foi nomeada uma das "25 pessoas a serem observadas" pela Dance Magazine em 2006. Alastair Macaulay, crítico de dança do The New York Times, tem repetidamente elogiado suas performances. Em 2010, durante uma turnê nacional da temporada do Quebra-Nozes, ele afirmou que Carla foi a melhor dançarina que ele viu na turnê, e em 2012, em uma revisão do Vail International Dance Festival, ele afirmou que Carla "é uma das melhores bailarinas da América nos dias atuais; alguns acham que ela é a melhor, e no último fim de semana eu não estava com vontade de contradizê-los."
Em 2014, aos 33 anos, Carla anunciou que deixaria o PNB em junho de 2015, pois "seu corpo precisa de algo diferente" após uma cirurgia no joelho. De acordo com a tradição do PNB, sua performance final foi um programa para dançarinos de partida, no qual ela dançou The Calling de Jessica Lang, Serenade de Balanchine e "Diamonds" de Jewels.
Em 2015, Carla foi nomeada artista residente no Vail International Dance Festival. Mais tarde naquele ano, ela se tornou a diretora artística associada do LA Dance Project, dirigido por Benjamin Millepied. Ela também ensinou na Colburn School, em Los Angeles, e ocasionalmente se apresenta em festivais e galas.
Em 2017, ela ingressou na faculdade de balé da Indiana University Jacobs School of Music como professora associada.

## Vida pessoal
Em abril de 2015, ela se casou com o fotógrafo britânico Patrick Fraser e, mais tarde naquele ano, deu à luz um menino chamado Rafael.

## Repertório selecionado
O repertório de Carla com o New York City Ballet e o Pacific Northwest Ballet inclui: 
- After the Rain pas de deux
- Agon
- Apollo
- Carousel (A Dance)
- Cinderella (Cinderella)
- Concerto Barocco
- Concerto DSCH
- Coppélia (Swanilda)
- Élégie
- Fancy Free
- The Four Seasons
- Giselle (Giselle)
- Glass Pieces
- In the Middle, Somewhat Elevated
- In the Night
- "Diamonds" and "Emeralds" from Jewels
- A Midsummer Night's Dream (Titania, Helena, Divertissement pas de deux)
- The Nutcracker (Clara, Flora, Peacock)
- Polyphonia
- Roméo et Juliette (Juliet)
- Serenade
- The Sleeping Beauty (Aurora, Gold and Silver pas de trois, Lilac Fairy)
- Swan Lake (Odette/Odile)
- Symphony in Three Movements
- La Valse
- West Side Story Suite (Anita)

### Personagens criadas
- 3 Movements
- An American in Paris
- Chichester Psalms
- Double Feature
- Opus 111
- Sense of Doubt
- Soiree
- Shambards
- Tide Harmonic
- Haiku